# Henri Duchêne (psychiatre)
Pour les articles homonymes, voir Duchêne et Henri Duchêne.
Henri Duchêne est un psychiatre français né à Sénas le 23 août 1915 et mort à Paris le 15 janvier 1965. Il fut l'un des principaux animateurs du regroupement de psychiatres qui, de pratiques et d’horizons aussi divers que Julian de Ajuriaguerra, Paul Bernard, Lucien Bonnafé, Georges Daumezon, Henri Ey, Sven Follin, Pierre Fouquet, Jacques Lacan, Louis Le Guillant, François Tosquelles, élaboraient en commun les conditions d’un renouveau institutionnel et thérapeutique (groupe de Sèvres).
Auteur de l'ouvrage Tâche d’Hygiène Mentale dans la psychiatrie de secteur (communément appelé "Rapport Duchêne") où il dégageait les grandes lignes d’une politique de santé mentale dans le département de la Seine. Ce rapport présenté au congrès de Tours, en 1959, permit de dégager l'idée qu'une même équipe médico-sociale devait prendre en charge l'ensemble des besoins psychiatriques d'une population, ce projet devant trouver un support juridique dans une réglementation nationale.  
C'est dans le département de la Seine que le Docteur Henri Duchêne assura à partir de 1943, un Service d’Hygiène mentale avec le concours financier de la Caisse d'allocations familiales, s’occupant essentiellement des Enfants et des Alcooliques. Ce Service fonctionna jusqu’en novembre 1955, date à laquelle furent ouvertes, à titre expérimental d’abord, des consultations pour adultes dans un modeste local à Vincennes.
Dans son ouvrage Les malades mentaux en France sous l'occupation nazie, le Dr Pierre Bailly-Salin note les recherches essentielles d'Henri Duchêne sur la surmortalité psychiatrique durant la Seconde Guerre mondiale en France : 
« Ce fut immédiatement après la guerre que Henri Duchêne psychiatre attaché à l’Institut National d’Hygiène effectue, sous l’inspiration d’Hazeman, une étude sérieuse de cette sur-mortalité dans les Hôpitaux psychiatriques. Ayant comptabilisé les morts par année il compare ceux-ci aux chiffres de mortalité de l’avant-guerre, pris comme chiffres de référence. Il aboutit à un chiffre exorbitant de 40 000 morts en trop, un chiffre de 48 000 sera avancé beaucoup plus tard par un historien. L’étude d’Henri Duchêne à la méthodologie simple mais rigoureuse évite le piège de voir attribuer à d’autres causes les décès de cette surmortalité. En ne se basant pas sur les diagnostics Duchêne étudie cette surmortalité comme un tout et renvoie les hôpitaux psychiatriques à leur passé comme à un fait global. »
Philippe Sollers évoque lui aussi cette étude et cette comptabilité macabre dans les pages qu'il consacre à Antonin Artaud (La fête à Venise Gallimard 1991).
Plusieurs établissements spécialisés portent le nom de ce psychiatre : Centre Henri Duchêne à Aubervilliers ; Centre Henri Duchêne à Choisy-le-Roi ; Hôpital de Jour Henri Duchêne, situé rue du Pont-aux-Choux dans le 3e arrondissement de Paris.
Le Docteur Henri Duchêne est l'oncle du publicitaire et organisateur de compétitions automobiles français Patrice-Henry Duchêne.

## Œuvre
- Henri Duchêne, Les Services psychiatriques publics extra-hospitaliers, in Congrès de psychiatrie et de neurologie de langue française, 58e session, Tours, Masson, 1959.